# 松山市立图书馆
松山市立图书馆（日语：／ Matsuyama shiritsu toshokan */?），是位于日本爱媛县松山市的市立公共图书馆。包含4个分馆和1个流动图书馆。

## 简介
- 中央图书馆
  - 1987年开馆，位于松山市综合交流中心（日语：松山市総合コミュニティセンター）内。
- 三津滨图书馆
  - 1924年为纪念裕仁亲王（昭和天皇）成婚，三津滨町立图书馆成立，1940年改松山市立三津滨图书馆，1994年原地翻建新馆。[1]
- 北条图书馆
  - 1988年作为北条市立图书馆开馆，2005年改松山市立北条图书馆。
- 中岛图书馆
  - 2000年作为中岛町立图书馆开馆，2005年改松山市立中岛图书馆。
- 移动图书馆山茶花号（日语：つばき号）始于1973年，现有4台。[1]